# Zona Gale
Zona Gale (Portage, 26 agosto 1874 – Chicago, 27 dicembre 1938) è stata una scrittrice statunitense.
Legata al Wisconsin, dov'era nata, lo reinterpretò in chiave sentimentale nei suoi romanzi Romance island (1906), Miss Lulu Bett (1921), Papa La Fleur (1933) e Donna leggera (1937).